# Clever – widzisz i wiesz
Clever – widzisz i wiesz – polski telewizyjny program rozrywkowy łączący elementy audycji komediowej, popularnonaukowej i teleturnieju, nadawany przez telewizję TVN w latach 2007–2008, powstały w oparciu o niemiecki program Clever – die Show, die Wissen schafft. Jego produkcją zajmowało się Constantin Entertainment.

## Charakterystyka programu
W każdym odcinku programu dwóch zaproszonych do studia gości – osób znanych ze świata show-biznesu – odpowiadało na pytania dotyczące przeprowadzanych w studiu (lub poza studiem) doświadczeń naukowych. W eksperymentach udział brali: wcielający się w rolę profesora artysta kabaretowy Grzegorz Halama, jego asystenci, niekiedy także uczestnicy i prowadzący. Po wprowadzeniu w temat doświadczenia padało pytanie (np. Jak poruszać się po powierzchni kartoflanki, żeby nie utonąć?) i trzy możliwe warianty odpowiedzi (np. a. iść szybko i pewnie, b. na czworaka, c. krokiem ślizgowym). Uczestnicy wybierali odpowiedzi, a następnie, w wyniku przeprowadzenia doświadczenia, ujawniano prawidłową odpowiedź (tu: a; doświadczenie dotyczyło cieczy nienewtonowskiej).
Widowisko miało charakter rozrywkowy. Jego prowadzącymi byli Marcin Prokop i Dorota Wellman.

## Spis odcinków i ich oglądalność
| Odcinek | Data i godzina emisji premiery | Goście                                  | Oglądalność | Oglądalność | Oglądalność | Oglądalność |
| Odcinek | Data i godzina emisji premiery | Goście                                  | AMR         | SHR%        | Źródło      | Źródło      |
| ------- | ------------------------------ | --------------------------------------- | ----------- | ----------- | ----------- | ----------- |
| 1.      | 23 grudnia 2007 17.55          | Mandaryna i Marcin Meller               | 1,43 mln    | 12,8%       | OBOP        | [ 4 ]       |
| 1.      | 23 grudnia 2007 17.55          | Mandaryna i Marcin Meller               | 1,83 mln    | 13,7%       | Nielsen     | [ 5 ]       |
| 2.      | 3 lutego 2008 20.00            | Grażyna Wolszczak i Paweł Deląg         | 2,26 mln    | 13,8%       | Nielsen     | [ 5 ]       |
| 3.      | 10 lutego 2008 20.00           | Ewa Wachowicz i Mariusz Pudzianowski    | 2,54 mln    | 15,2%       | Nielsen     | [ 5 ]       |
| 4.      | 17 lutego 2008 20.00           | Edyta Jungowska i Tomasz Jachimek       | 2,34 mln    | 13,8%       | Nielsen     | [ 5 ]       |
| 5.      | 24 lutego 2008 20.00           | Ewa Drzyzga i Jerzy Jan Połoński        | bd.         | bd.         | bd.         | bd.         |
| 6.      | 2 marca 2008 16.45             | Tomasz Sekielski i Andrzej Morozowski   | bd.         | bd.         | bd.         | bd.         |
| 7.      | 9 marca 2008 16.45             | Katarzyna Kwiatkowska i Krzysztof Skiba | bd.         | bd.         | bd.         | bd.         |
| 8.      | 16 marca 2008 16.45            | Agnieszka Rylik i Stachursky            | bd.         | bd.         | bd.         | bd.         |